# César 2021

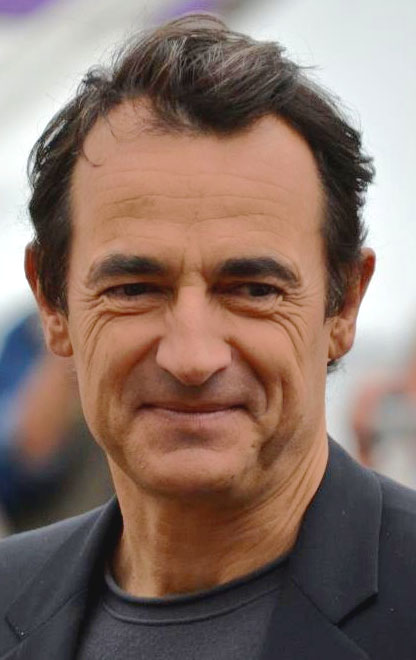
Albert Dupontel, Regisseur des preisgekrönten Films Was dein Herz dir sagt – Adieu ihr Idioten!

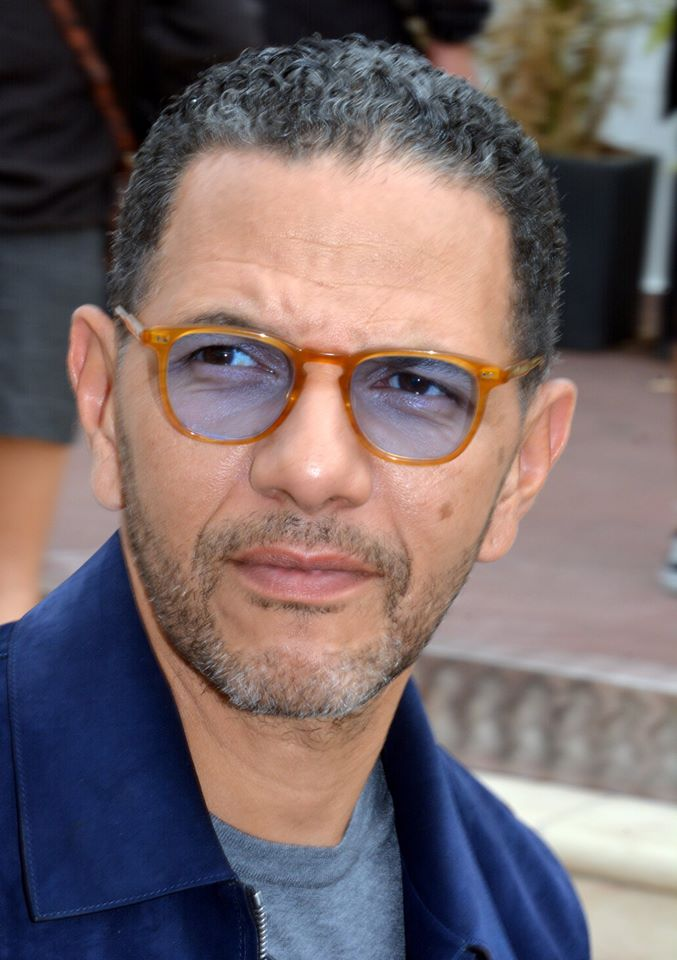
Roschdy Zem, Präsident der Verleihung 2021

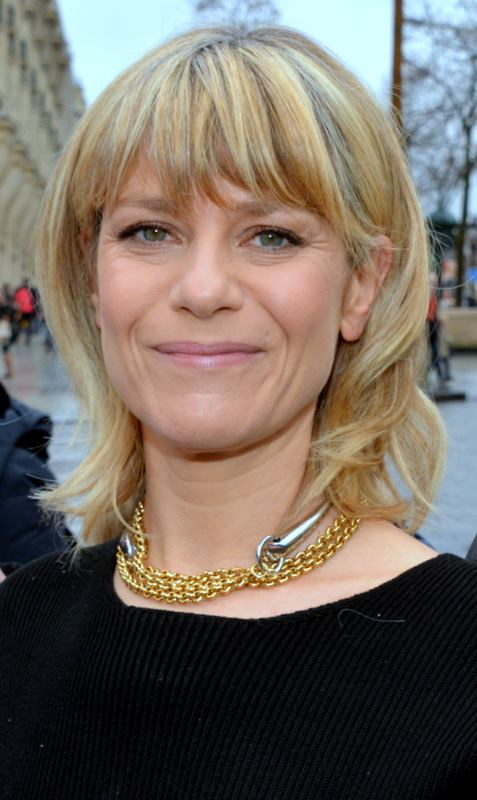
Marina Foïs, Moderatorin der Preisverleihung

Die 46. César-Verleihung fand am 12. März 2021 im Pariser Olympia statt und damit coronabedingt zwei Wochen später als in den Vorjahren. Die von der französischen Académie des Arts et Techniques du Cinéma vergebenen Filmpreise für die besten Produktionen des Kinojahres 2020 wurden in 22 Kategorien verliehen; hinzu kamen mehrere Spezialpreise, darunter der 2021 erstmals vergebene Jubiläumspreis.
Erfolgreichster Film bei der Preisverleihung wurde Albert Dupontels Tragikomödie Was dein Herz dir sagt – Adieu ihr Idioten!, die für sechs ihrer zwölf Nominierungen ausgezeichnet wurde, darunter in den Kategorien Film, Regie, Originaldrehbuch und Nebendarsteller (Nicolas Marié). Auf drei Auszeichnungen kam Sébastien Lifshitz’ Dokumentarfilm Jugend. Das favorisierte Beziehungsdrama Leichter gesagt als getan, das zuvor den Prix Lumière und im Vorfeld auch die meisten Nennungen (13) erhalten hatte, gewann nur einen Preis für die beste weibliche Nebenrolle (Émilie Dequenne). Die Nominierungen waren am 10. Februar 2021 bekanntgegeben worden. François Ozons Jugendfilm Sommer 85, der zwölf Nominierungen erhalten hatte, ging leer aus. Mit Barbara Sukowa (Wir beide), konkurrierte erstmals seit 1988 wieder eine deutsche Schauspielerin um den Preis für die beste weibliche Hauptrolle. Sie unterlag Laure Calamy, die für ihren Auftritt in der Komödie Mein Liebhaber, der Esel & Ich den César zuerkannt bekam. Den Preis als bester Hauptdarsteller erhielt Sami Bouajila für das Drama Ein Sohn, für das er bereits den Prix Lumière erhalten hatte.
Der erstmals vergebene Jubiläumspreis ging an die Comedy-Gruppe Le Splendid. Der Ehrenpreis, der zuvor stets im Vorfeld bekanntgegeben worden war, wurde erst während der Verleihung postum dem verstorbenen Schauspieler und Drehbuchautor Jean-Pierre Bacri zuerkannt.
Einen sehr gewagten Auftritt legte die Schauspielerin und Komödiantin Corinne Masiero hin, die als Laudatorin für die Kategorie Beste Kostüme in einem blutverschmierten Eselskostüm und Tampons als Ohrringen erschien. Während ihrer Anmoderation zog sie sich auf der Bühne nackt aus, wobei auf ihrem Körper die Worte „No Culture No Futur“ gemalt waren. Einen Seitenhieb verteilte sie dabei an den nicht anwesenden Dominique Boutonnat, den Chef der staatlichen Filmförderungsbehörde CNC. Dieser war bei Veranstaltung der Preisgala in einen Missbrauchsskandal verwickelt.
Den jährlich wechselnden Vorsitz der Gala übernahm der im Vorjahr preisgekrönte Schauspieler Roschdy Zem. Als Moderatorin („maîtresse de cérémonie“) durch den Abend führte die Schauspielerin Marina Foïs, die in der Vergangenheit fünfmal für einen Darstellerpreis nominiert war. Als Drehbuchautoren zum Entwickeln der Sketche wurden Blanche Gardin und Laurent Lafitte verpflichtet, während der Sänger Benjamin Biolay das Orchester dirigierte.

## Hintergrund
Nach Kritik an der letztjährigen Verleihung kam es zu Reformen des Filmpreises. Der umstrittene Publikumspreis für den besten Film wurde abgeschafft. Gleichzeitig wurde die Anzahl der Nominierungen in den Kategorien Film, Regie, Hauptdarstellerin und Hauptdarsteller von ehemals sieben auf fünf reduziert. Eine vor fünf Jahren eingeführte Regel, die die Prämierung derselben Produktion in den Kategorien Bester Film und Beste Regie ausschloss, wurde zurückgezogen.
Insgesamt stimmten 1760 teilnahmeberechtigte Personen über Nominierungen für 351 Filme ab, darunter 125 Beiträge in der Kategorie Bester Film. Durch die COVID-19-Pandemie waren im letzten Jahr die Kinos in Frankreich für fünf Monate geschlossen. Dadurch konnten einige Filme nicht wie geplant im Dezember veröffentlicht werden, was Bedingung für den Erhalt einer César-Nominierung war. Im Gegensatz zur Verleihung der Prix Lumières 2021 wurden bei der César-Verleihung keine Ausnahmen gemacht. Dies betraf u. a. die vorausgewählten Nachwuchsschauspieler Noée Abita (Slalom), Abdel Bendaher (Ibrahim) und Pauline Parigot (Frères d’arme). Sie sollten die Möglichkeit erhalten, 2022 erneut als beste Nachwuchsdarsteller vorausgewählt zu werden und um Nominierungen zu konkurrieren (bei Abita traf dies zu).
| Film                                        | N  | A |
| ------------------------------------------- | -- | - |
| Leichter gesagt als getan                   | 13 | 1 |
| Was dein Herz dir sagt – Adieu ihr Idioten! | 12 | 6 |
| Sommer 85                                   | 12 | 0 |
| Mein Liebhaber, der Esel & Ich              | 8  | 1 |
| Jugend                                      | 6  | 3 |
| Die perfekte Ehefrau                        | 5  | 1 |
| DNA                                         | 4  | 0 |
| Wir beide                                   | 4  | 1 |
| De Gaulle                                   | 3  | 0 |
| Einfach schwarz                             | 2  | 1 |
| La fille au bracelet                        | 2  | 1 |
| Mignonnes                                   | 2  | 1 |
| La nuit venue                               | 2  | 1 |

## Preisträger und Nominierte

### Bester Film
präsentiert von Roschdy Zem
Was dein Herz dir sagt – Adieu ihr Idioten! (Adieu les cons) – Produktion: Catherine Bozorgan, Regie: Albert Dupontel
- Jugend (Adolescentes) – Produktion: Muriel Meynard, Regie: Sébastien Lifshitz
- Leichter gesagt als getan (Les choses qu’on dit, les choses qu’on fait) – Produktion: Frédéric Niedermayer, Regie: Emmanuel Mouret
- Mein Liebhaber, der Esel & Ich (Antoinette dans les Cévennes) – Produktion: Laetitia Galitzine und Aurélie Trouvé-Rouvière, Regie: Caroline Vignal
- Sommer 85 (Été 85) – Produktion: Eric Altmayer und Nicolas Altmayer, Regie: François Ozon

### Beste Regie
präsentiert von Charlotte Rampling
Albert Dupontel – Was dein Herz dir sagt – Adieu ihr Idioten! (Adieu les cons)
- Sébastien Lifshitz – Jugend (Adolescentes)
- Maïwenn – DNA (ADN)
- Emmanuel Mouret – Leichter gesagt als getan (Les choses qu’on dit, les choses qu’on fait)
- François Ozon – Sommer 85 (Été 85)

### Beste Hauptdarstellerin
präsentiert von Valérie Lemercier
Laure Calamy – Mein Liebhaber, der Esel & Ich (Antoinette dans les Cévennes)
- Martine Chevallier – Wir beide (Deux)
- Virginie Efira – Was dein Herz dir sagt – Adieu ihr Idioten! (Adieu les cons)
- Camélia Jordana – Leichter gesagt als getan (Les choses qu’on dit, les choses qu’on fait)
- Barbara Sukowa – Wir beide (Deux)

### Bester Hauptdarsteller
präsentiert von Fanny Ardant
Sami Bouajila – Ein Sohn (Un fils)
- Jonathan Cohen – Einfach enorm (Énorme)
- Albert Dupontel – Was dein Herz dir sagt – Adieu ihr Idioten! (Adieu les cons)
- Niels Schneider – Leichter gesagt als getan (Les choses qu’on dit, les choses qu’on fait)
- Lambert Wilson – De Gaulle

### Beste Nebendarstellerin
präsentiert von Jeanne Balibar
Émilie Dequenne – Leichter gesagt als getan (Les choses qu’on dit, les choses qu’on fait)
- Fanny Ardant – DNA (ADN)
- Valeria Bruni Tedeschi – Sommer 85 (Été 85)
- Noémie Lvovsky – Die perfekte Ehefrau (La bonne épouse)
- Yolande Moreau – Die perfekte Ehefrau (La bonne épouse)

### Bester Nebendarsteller
präsentiert von Nathalie Baye
Nicolas Marié – Was dein Herz dir sagt – Adieu ihr Idioten! (Adieu les cons)
- Édouard Baer – Die perfekte Ehefrau (La bonne épouse)
- Louis Garrel – DNA (ADN)
- Benjamin Lavernhe – Mein Liebhaber, der Esel & Ich (Antoinette dans les Cévennes)
- Vincent Macaigne – Leichter gesagt als getan (Les choses qu’on dit, les choses qu’on fait)

### Beste Nachwuchsdarstellerin
präsentiert von Isabelle Huppert
Fathia Youssouf – Mignonnes
- Mélissa Guers – La fille au bracelet
- India Hair – Poissonsexe
- Julia Piaton – Leichter gesagt als getan (Les choses qu’on dit, les choses qu’on fait)
- Camille Rutherford – Felicità

### Bester Nachwuchsdarsteller
präsentiert von Hafsia Herzi
Jean-Pascal Zadi – Einfach schwarz (Tout simplement noir)
- Guang Huo – La nuit venue
- Félix Lefebvre – Sommer 85 (Été 85)
- Benjamin Voisin – Sommer 85 (Été 85)
- Alexandre Wetter – Miss Beautiful (Miss)

### Bestes Originaldrehbuch
präsentiert von Anny Duperey
Albert Dupontel – Was dein Herz dir sagt – Adieu ihr Idioten! (Adieu les cons)
- Benoît Delépine und Gustave Kervern – Online für Anfänger (Effacer l’historique)
- Filippo Meneghetti und Malysone Bovorasmy – Wir beide (Deux)
- Emmanuel Mouret – Leichter gesagt als getan (Les choses qu’on dit, les choses qu’on fait)
- Caroline Vignal – Mein Liebhaber, der Esel & Ich (Antoinette dans les Cévennes)

### Bestes adaptiertes Drehbuch
präsentiert von Pierre Lemaitre
Stéphane Demoustier – La fille au bracelet
- Olivier Assayas – Wasp Network
- Éric Barbier – Petit pays
- Hannelore Cayre, Jean-Paul Salomé – Eine Frau mit berauschenden Talenten (La daronne)
- François Ozon – Sommer 85 (Été 85)

### Bestes Szenenbild
Carlos Conti – Was dein Herz dir sagt – Adieu ihr Idioten! (Adieu les cons)
- Benoît Barouh – Sommer 85 (Été 85)
- Nicolas de Boiscuillé – De Gaulle
- David Faivre – Leichter gesagt als getan (Les choses qu’on dit, les choses qu’on fait)
- Thierry François – Die perfekte Ehefrau (La bonne épouse)

### Beste Kostüme
präsentiert von Corinne Masiero
Madeline Fontaine – Die perfekte Ehefrau (La bonne épouse)
- Pascaline Chavanne – Sommer 85 (Été 85)
- Hélène Davoudian – Leichter gesagt als getan (Les choses qu’on dit, les choses qu’on fait)
- Mimi Lempicka – Was dein Herz dir sagt – Adieu ihr Idioten! (Adieu les cons)
- Anaïs Romand und Sergio Ballo – De Gaulle

### Beste Kamera
Alexis Kavyrchine – Was dein Herz dir sagt – Adieu ihr Idioten! (Adieu les cons)
- Hichame Alaouié – Sommer 85 (Été 85)
- Simon Beaufils – Mein Liebhaber, der Esel & Ich (Antoinette dans les Cévennes)
- Laurent Desmet – Leichter gesagt als getan (Les choses qu’on dit, les choses qu’on fait)
- Antoine Parouty, Paul Guilhaume – Jugend (Adolescentes)

### Bester Schnitt
präsentiert von Yann Dedet
Tina Baz – Jugend (Adolescentes)
- Annette Dutertre – Mein Liebhaber, der Esel & Ich (Antoinette dans les Cévennes)
- Laure Gardette – Sommer 85 (Été 85)
- Christophe Pinel – Was dein Herz dir sagt – Adieu ihr Idioten! (Adieu les cons)
- Martial Salomon – Leichter gesagt als getan (Les choses qu’on dit, les choses qu’on fait)

### Bester Ton
präsentiert von Reda Kateb
Yolande Decarsin, Jeanne Delplancq und Fanny Martin, Olivier Goinard – Jugend (Adolescentes)
- Maxime Gavaudan, François Mereu und Jean-Paul Hurier – Leichter gesagt als getan (Les choses qu’on dit, les choses qu’on fait)
- Jean Monondo, Gurwal Coïc-Galles und Cyril Holtz – Was dein Herz dir sagt – Adieu ihr Idioten! (Adieu les cons)
- Brigitte Taillandier, Julien Rog und Jean-Paul Hurier – Sommer 85 (Été 85)
- Guillaume Valeix, Fred Demolder und Jean-Paul Hurier – Mein Liebhaber, der Esel & Ich (Antoinette dans les Cévennes)

### Beste Filmmusik
präsentiert von Alain Souchon
Rone – La nuit venue
- Matheï Bratescot – Mein Liebhaber, der Esel & Ich (Antoinette dans les Cévennes)
- Jean-Benoît Dunckel – Sommer 85 (Été 85)
- Christophe Julien – Was dein Herz dir sagt – Adieu ihr Idioten! (Adieu les cons)
- Stephen Warbeck – DNA (ADN)

### Bestes Erstlingswerk
präsentiert von Virginie Efira
Wir beide (Deux) – Regie: Filippo Meneghetti, Produktion: Pierre-Emmanuel Fleurantin und Laurent Baujard
- Auf der Couch in Tunis (Un divan à Tunis) – Regie: Manele Labidi, Produktion: Jean-Christophe Reymond
- Einfach schwarz (Tout simplement noir) – Regie: Jean-Pascal Zadi und John Wax, Produktion: Sidonie Dumas
- Mignonnes – Regie: Maïmouna Doucouré, Produktion: Zangro
- Die Rolle meines Lebens (Garçon chiffon) – Regie: Nicolas Maury, Produktion: Charles Gillibert

### Bester Animationsfilm
präsentiert von Chiara Mastroianni und Marjane Satrapi
Josep – Regie: Aurel, Produktion: Serge Lalou
- Calamity – Martha Jane Cannarys Kindheit (Calamity, une enfance de Martha Jane Cannary) – Regie: Rémi Chayé, Produktion: Henri Magalon und Claire La Combe
- Das große Abenteuer des kleinen Vampir (Petit vampire) – Regie: Joann Sfar, Produktion: Antoine Delesvaux und Aton Soumache

### Bester Dokumentarfilm
präsentiert von Yolande Zauberman
Jugend (Adolescentes) – Regie: Sébastien Lifshitz, Produktion: Muriel Meynard
- La cravate – Regie: Etienne Chaillou und Mathias Théry, Produktion: Juliette Guigon und Patrick Winocour
- Cyrille agriculteur, 30 ans, 20 vaches, du lait, du beurre, des dettes – Regie: Rodolphe Marconi, Produktion: Eric Hannezo
- Histoire d’un regard – Regie: Mariana Otero, Produktion: Denis Freyd
- Ein Land, das sich für weise hält (Un pays qui se tient sage) – Regie: David du Frensne, Produktion: Bertrand Faivre

### Bester animierter Kurzfilm
präsentiert von Chiara Mastroianni und Marjane Satrapi
Die Stunde des Bären (L’heure de l’ours) – Regie: Agnès Patron, Produktion: Ron Dyens
- Shoooms abenteuerliche Reise (L’odyssée de Choum) – Regie: Julien Bisaro, Produktion: Claire Paoletto
- Die Stute (Bach-Hông) – Regie: Elsa Duhamel, Produktion: Sophie Fallot
- La tête dans les orties – Regie: Paul Cabon, Produktion: Jean-François Le Corre und Mathieu Courtois

### Bester Kurzfilm
präsentiert von Michel Hazanavicius und Olivier Nakache
Qu’importe si les bêtes meurent – Regie: Sofia Alaoui, Produktion: Margaux Lorier und Frédéric Dubreuil
- L’aventure atomique – Regie: Loïc Barché, Produktion: Lucas Tothe und Sylvain Lagrillère
- Baltringue – Regie: Josza Anjembe, Produktion: Nelson Ghrénassia und Claire Perrier Huissier
- Erste Abschiede (Un adieu) – Regie: Mathilde Profit, Produktion: Jeanne Ezvan und Marthe Lamy
- Je serai parmi les amandiers – Regie: Marie Le Floc’h, Produktion: Lionel Massol und Pauline Seigland

### Bester ausländischer Film
Der Rausch (Druk) – Regie: Thomas Vinterberg
- 1917 – Regie: Sam Mendes
- Corpus Christi – Regie: Jan Komasa
- Eva im August (La virgen de agosto) – Regie: Jonás Trueba
- Vergiftete Wahrheit (Dark Waters) – Regie: Todd Haynes

## Spezialpreise

### Ehrenpreis („César d’honneur“)
- Jean-Pierre Bacri (postum)[4]

### Jubiläumspreis („Prix d’anniversaire“)
- Le Splendid (= Christian Clavier, Gérard Jugnot, Thierry Lhermitte, Michel Blanc, Josiane Balasko, Marie-Anne Chazel, Bruno Moynot)

### César des lycéens
Die fünf für den besten Film nominierten Beiträge standen für über 1500 Schüler in der Kategorie César des lycéens zur Auswahl. Die Preisvergabe sollte ursprünglich am 31. März 2021 an der Sorbonne erfolgen. Kurzfristige Neuplanungen sorgten dafür, dass die Auszeichnung erstmals während der regulären Preisverleihung der Césars erfolgte.
Was dein Herz dir sagt – Adieu ihr Idioten! (Adieu les cons) – Regie: Albert Dupontel
- Leichter gesagt als getan (Les choses qu’on dit, les choses qu’on fait) – Regie: Emmanuel Mouret
- Jugend (Adolescentes) – Regie: Sébastien Lifshitz
- Mein Liebhaber, der Esel & Ich (Antoinette dans les Cévennes) – Regie: Caroline Vignal
- Sommer 85 (Été 85) – Regie: François Ozon